# Retlob
Retlob je obec okresu Cunta v Dagestánské republice Ruské federace.

## Charakteristika obce
Obec leží ve výšce 1870 m n. m. v údolí řeky Chаlugajcha, na úpatí Cindajského hřebenu.
S dalšími obcemi chulagajského údolí tvoří vesnický okres Kimijatli. Počet obyvatel vesnického okresu Kimijatli se pohybuje okolo 1000 lidí. Počet obyvatel samotné obce Retlob je 400. Z národnostního (etnického) hlediska tvoří převážnou většinu obyvatel Cezové. Dostupnost obce je komplikovaná kvůli vysokohorským podmínkám v zimních měsících a častým sesuvům půdy v letních měsících.
V obci je zachovalý godekan. Nedaleko obce Čalijach se nachází Retlobský kurhan (mohyla). V územním plánu z roku 2008 byl projekt lanové dráhy z Retlobu (1870) na horu Sogo (2319).